# Nils Jacob Anjou
Nils Jacob Anjou, född 19 maj 1781 i Husby-Lyhundra socken, död 24 mars 1851 i Norrköping, var en svensk präst. Han var far till Christofer Ludvig Anjou.

## Biografi
Nils Jacob Anjou var son till kyrkoherden i Husby-Lyhundra och Skederids församlingar Filip Jacob Anjou. Han blev student vid Uppsala universitet 1794, disputerade 1800 och 1803 och blev filosofie magister 1803. Han studerade därefter i Köpenhamns universitet och Rostocks universitet, blev teologie kandidat vid Uppsala universitet 1805, docent vid Uppsala universitet 1807 och prästvigdes 1808. Anjou blev domkyrkosyssloman 1812, avlade pastoralexamen 1816 och blev därefter 1818 kyrkoherde i Husby-Lyhundra och Skederid. År 1821 utnämndes han till kontraktsprost, och erhöll en tjänst som kyrkoherde i Roslagsbro 1822. Utan ansökan uppfördes Anjou på förslag till kyrkoherde i Klara församling 1823 och blev 1825 revisor i bankodiskonten och samma år ledamot i revisionen över stats-, banko- och riksgäldsverken. 1828-30 var han ledamot av riksdagens prästerstånd. Han utnämndes 1829 till kyrkoherde i Sankt Olai och Sankt Johannes församlingar i Norrköping, var ledamot av kommittéerna angående tullen på spannmål 1829-30 och angående fattigvården utanför Stockholm 1838-39. 1844-45 var Anjou på nytt ledamot av riksdagens prästestånd. Han blev ledamot av Nordstjärneorden 1830, teologie doktor 1831 och ledamot av Det Nordiske Oldskriftselskab 1838.

### Familj
Anjou gifte sig 1809 med Anna Margareta Öberg (1786–1867), dotter till lantbrukaren Johan Öberg och Maria Sjöholm på Odensike i Tibble socken. De fick tillsammans barnen hovpredikanten Philip Gustaf Anjou (1809–1887), rådmannen Nils Johan Anjou (1813–1873) i Norrköping, Charlotta Jacobina Anjou (1816–1829), Margareta Augusta Anjou som var gift med läraren C. A. Juringius vid Ebersteinska skolan, rektorn Christofer Ludvig Anjou (1821–1896) i Linköping, hospitalsöverläkaren Carl Anjou (1823–1883) i Göteborg, Anna Wilhelmina Anjou (1826–1908) som var gift med klädesfabrikören Gustaf Wilhelm Lundgren i Norrköping och häradsskrivaren Jacob Edvard Anjou (1828–1879) i Hammarkinds och Skärkinds fögderier.